# Gustavo Briner
Gustavo Briner (Bell Ville, 14 de noviembre de 1972), más conocido como La Gata, es un jugador de pádel quien ocupó el primer puesto del ranking argentino profesional durante varios años en su carrera. Su posición en la pista de pádel es en el revés, es un jugador diestro y su smash es considerado, por él mismo, como su mejor golpe. Ocupa la 439ª posición en el ranking World Padel Tour, después de no disputar ningún partido durante 2018.
Fue integrante de la selección argentina profesional en los Mundiales de Pádel de 1998, 2008, y 2012, logrando ser campeón con la selección argentina en 2012, y subcampeón en 1998 y 2008, años en los que España logró el campeonato.

## Carrera deportiva
De niño comenzó jugando tenis y fútbol en el Club Atlético y Biblioteca Bell de su ciudad natal, ahí mismo fue donde a finales de la década del ´80 se construyó la primera cancha de pádel y descubriría el deporte que más le apasiona.
Su debut en la primera categoría lo hizo en 1992 en Córdoba y como profesional en 1994 en una Etapa A.P.P. (Asociación Profesionales de Padel)
Logró la cima del escalafón cordobés en el año 1996 junto a Javier Mazzini, puesto que defendieron hasta 1999. Briner logró permanecer en dicha posición con varios compañeros hasta 2012.
Es uno de los máximos referentes del pádel de Córdoba, siendo el jugador de mayor cantidad de títulos internacionales: "Ciudad de Badajoz - Trofeo Caja Rural Extremadura" 2003 junto a Juani Mieres; Copa Corcuera de 1999 junto a Fabián Mujica y el Campeonato absoluto en la quinta edición del Trofeo Internacional Italiano Copa “Happy Family” disputado en el Foro Itálico de Roma, junto Nanni Ramiro, entre otros.
Alcanzó el puesto número 1 del ranking nacional a fines del año 2005 junto a su pareja Sanyo Gutiérrez. Permaneció en dicha posición y alternando en el top 3 hasta el año 2012 con distintos compañeros: Fernando Cavalleri (2007), Cristian Calneggia (Toto) (2008), Damián Diez (2009), Daniel Codina (Gallo) (2010-2011).
Integrante de la selección argentina profesional de pádel en los mundiales de 1998, 2008, 2012, en los cuales obtuvo 2 Subcampeonatos Mundiales con la celeste y blanca.
En 2018 disputó el Mundial Senior en Málaga, España, alcanzando la final por equipos y semifinal por parejas junto Damian Diez.
Posee más de 200 torneos de primera categoría ganados en su larga carrera deportiva.
A nivel nacional es el más ganador de títulos de la AJPP (Asociación de Jugadores Profesionales de Pádel) en la historia del padel de Córdoba. 
Es el padelista cordobés más ganador de los premios que otorga el Círculo de periodistas deportivos de Córdoba “Los Córdoba Cuna de Campeones”  logrando 10 reconocimientos.    
Ha sido ternado al Premio Olimpia 2009 junto al número 1 mundial Fernando Belasteguín y Catalina Tenorio.
En 2013, 2016 y 2017 disputó el World Padel Tour. Durante esos años jugó seis partidos en el circuito, logrando únicamente dos victorias. Su última pareja en el mismo fue Federico Fabián Mujica.

## Compañeros
A lo largo de 25 años de carrera, algunos de sus principales compañeros fueron:
- Jorge Aderete (1992-1993)
- Jorge Abarca (1994)
- Fabián Mujica (1995)
- Javier Mazzini (1996-1999)
- Pablo García (2000)
- Diego Bartolino (200)
- Juani Mieres (2003)
- Juan Romagosa (2004)
- Sanyo Gutiérrez (2005-2006)
- Fernando Cavalleri (2007)
- Cristián Calnegia (toto) (2008)
- Damián Diez (2009)
- Daniel Codina (gallo) (2010-2011)
- Luciano Soliveres (2012)
- Miguel Codina (2013)
- Adrián Pérez (2013)
- Ramiro Nanni (2014)
- Nicolás Egea (2015)
- Juan Carlos Vargas (juano)(2024-2025)

## Vida personal
En la actualidad se desempeña como comerciante vinculado al pádel, siendo distribuidor de palas Royal.